# 3899 Wichterle
3899 Wichterle је астероид главног астероидног појаса са пречником од приближно 23,76 .
Афел астероида је на удаљености од 3,759 астрономских јединица (АЈ) од Сунца, а перихел на 2,608 АЈ.
Ексцентрицитет орбите износи 0,180, инклинација (нагиб) орбите у односу на раван еклиптике 2,819 степени, а орбитални период износи 2075,144 дана (5,681 година).
Апсолутна магнитуда астероида је 11,20 а геометријски албедо 0,103.
Астероид је откривен 17. септембра 1982. године.